# Ронсене
Ронсене́ (фр. Roncenay) — коммуна во Франции, находится в регионе Шампань — Арденны. Департамент — Об. Входит в состав кантона Буйи. Округ коммуны — Труа.
Код INSEE коммуны — 10324.
Коммуна расположена приблизительно в 145 км к юго-востоку от Парижа, в 90 км южнее Шалон-ан-Шампани, в 11 км к югу от Труа.

## Население
Население коммуны на 2008 год составляло 134 человека.
| 1962 | 1968 | 1975 | 1982 | 1990 | 1999 | 2008 |
| ---- | ---- | ---- | ---- | ---- | ---- | ---- |
| 79   | 75   | 102  | 121  | 165  | 134  | 134  |

## Экономика
В 2007 году среди 94 человек в трудоспособном возрасте (15—64 лет) 65 были экономически активными, 29 — неактивными (показатель активности — 69,1 %, в 1999 году было 80,0 %). Из 65 активных работали 56 человек (30 мужчин и 26 женщин), безработных было 9 (4 мужчины и 5 женщин). Среди 29 неактивных 7 человек были учениками или студентами, 16 — пенсионерами, 6 были неактивными по другим причинам.